# 格丽特·布罗伊尔
格丽特·布罗伊尔（德語：Grit Breuer，1972年2月16日—），德国女子田径运动员。她曾代表东德、德国参加1988年、1996年和2004年夏季奥林匹克运动会田径比赛，获得二枚铜牌。